# تاریخ ایران کمبریج
تاریخ ایران کمبریج (به انگلیسی: The Cambridge History of Iran) کتابی دربارهٔ تاریخ و جغرافیای ایران از کهن‌ترین روزها تا سال ۱۳۵۹ خورشیدی، به زبان انگلیسی و در هفت جلد است که توسط انتشارات دانشگاه کمبریج منتشر شده است.

## زمینه تألیف
طرح تألیف تاریخ ایران کمبریج را نخستین بار در سال ۱۹۵۹ میلادی آرتور آربری و حسین قدس نخعی، سفیر وقت ایران در لندن ارائه دادند. شرکت ملی نفت ایران با سرمایه‌ای بالغ بر ۲۵ هزار پوند، بودجهٔ این طرح را تأمین کرد؛ ولی پس از انقلاب ۱۳۵۷، این ردیف بودجه قطع شد و مؤسسه مطالعات ایرانی در واشینگتن برای جلد دوم، مؤسسه یارشاطر وابسته به دانشگاه کلمبیا برای جلدهای ششم و هفتم و ابوالفضل میرزا عضدالسلطان برای جلد هفتم، کمک‌های مالی بلاعوضی کردند و انتشارات دانشگاه کمبریج چاپ این اثر را با عنوان تاریخ ایران کمبریج (به انگلیسی: The Cambridge History of Iran) به عهده گرفت.
آربری برای تشکیل هیئت ویراستاری، از برخی پژوهشگران نامدار دعوت کرد و نخستین گردهمایی در ژانویه ۱۹۶۱ برگزار شد. هیئت ویراستاران عبارت بودند از: آرتور آربری (رئیس: ۱۹۶۱–۱۹۶۹)، هرلد والتر بیلی (۱۹۶۱ و از ۱۹۷۰ به بعد به عنوان رئیس)، آن لمبتون (۱۹۶۱–۱۹۷۰)، روبن لوی (۱۹۶۱–۱۹۶۶)، رابرت چارلز زینر (۱۹۶۱–۱۹۶۷)، باسیل گری (نایب رئیس: ۱۹۶۱–۱۹۸۹)، پیتر ایوری (سرویراستار: ۱۹۶۱–۱۹۶۹)، عیسی صدیق (۱۹۶۳–۱۹۶۹)، سید حسن تقی‌زاده (۱۹۶۳–۱۹۶۹)، لارنس لاکهارت (۱۹۶۴–۱۹۷۵)، جان اندرو بویل (۱۹۶۷–۱۹۷۸)، سر مکس مالوان (۱۹۷۰–۱۹۷۸)، کلیفورد ادموند باسورث (۱۹۷۰)، ایلیا گرشویچ (۱۹۷۰)، هیوبرت س.ج. دارک (سرویراستار: ۱۹۷۰)، ویلیام بین فیشر (۱۹۷۹–۱۹۸۴) و محمود صناعی (۱۹۷۲–۱۹۸۵) که رابط رسمی هیئت ویراستاری با مراکز علمی ایران بود.

## شیوۀ نوشتار
تاریخ ایران کمبریج افزون بر بررسی تاریخ سیاسی ایران، به هنرهای ایرانی و تأثیر آن‌ها بر تمدن جهان می‌پردازد. این کتاب به جنبه‌های مذهبی، فلسفی، اقتصادی، علمی و هنری تمدن ایرانی توجه کرده‌است؛ اما بر برخی جنبه‌ها، از جمله اوضاع جغرافیایی و بوم‌شناسی تأکید بیشتری دارد.

## فهرست مجلدات
| شماره جلد  | نام جلد                                       | ویراستار(ها)                           | نویسنده (فصل)               | فصل کتاب                                                         | سال انتشار (میلادی) |
| ---------- | --------------------------------------------- | -------------------------------------- | --------------------------- | ---------------------------------------------------------------- | ------------------- |
| 1          | سرزمین ایران                                  | ویلیام ب. فیشر                         | ویلیام ب. فیشر              | جغرافیای مادی                                                    | ۱۹۶۸                |
| 1          | سرزمین ایران                                  | ویلیام ب. فیشر                         | جی. و. هریسون               | زمین‌شناسی                                                        | ۱۹۶۸                |
| 1          | سرزمین ایران                                  | ویلیام ب. فیشر                         | ک. شارلو                    | ژئومورفولوژی                                                     | ۱۹۶۸                |
| 1          | سرزمین ایران                                  | ویلیام ب. فیشر                         | تی. ام. اوبرلندر            | منشأ گذرگاه زاگرس                                                | ۱۹۶۸                |
| 1          | سرزمین ایران                                  | ویلیام ب. فیشر                         | محمدحسن گنجی                | آب و هوا                                                         | ۱۹۶۸                |
| 1          | سرزمین ایران                                  | ویلیام ب. فیشر                         | م. ال. دوان                 | خاک‌ها                                                            | ۱۹۶۸                |
| 1          | سرزمین ایران                                  | ویلیام ب. فیشر                         | تی . ام. اوبرلندر           | آب‌نگاری                                                          | ۱۹۶۸                |
| 1          | سرزمین ایران                                  | ویلیام ب. فیشر                         | اچ. بوبک                    | زندگی گیاهی                                                      | ۱۹۶۸                |
| 1          | سرزمین ایران                                  | ویلیام ب. فیشر                         | خ. دیمیسونر                 | پستانداران                                                       | ۱۹۶۸                |
| 1          | سرزمین ایران                                  | ویلیام ب. فیشر                         | استیون ک. اندرسون           | آنالیز زمین‌شناسی جانورهای مارمولک در ایران                       | ۱۹۶۸                |
| 1          | سرزمین ایران                                  | ویلیام ب. فیشر                         | اس. جرویس رید               | پرنده‌شناسی                                                       | ۱۹۶۸                |
| 1          | سرزمین ایران                                  | ویلیام ب. فیشر                         | ئی. ساندرلند                | انسان نخستین در ایران                                            | ۱۹۶۸                |
| 1          | سرزمین ایران                                  | ویلیام ب. فیشر                         | گزاویه دو پلانو             | جغرافیا‌شناسی مناطق مسکونی                                        | ۱۹۶۸                |
| 1          | سرزمین ایران                                  | ویلیام ب. فیشر                         | جمشید بهنام                 | جمعیت                                                            | ۱۹۶۸                |
| 1          | سرزمین ایران                                  | ویلیام ب. فیشر                         | جی. وی. هریسون              | کانی                                                             | ۱۹۶۸                |
| 1          | سرزمین ایران                                  | ویلیام ب. فیشر                         | ای. ملامید                  | فعالیت‌های صنعتی                                                  | ۱۹۶۸                |
| 1          | سرزمین ایران                                  | ویلیام ب. فیشر                         | ای. ملامید                  | ارتباطات، حمل و نقل، تجارت و سرویس‌های جزئی                       | ۱۹۶۸                |
| 1          | سرزمین ایران                                  | ویلیام ب. فیشر                         | هاوارد باون جونز            | کشاورزی                                                          | ۱۹۶۸                |
| 1          | سرزمین ایران                                  | ویلیام ب. فیشر                         | دی. جی. فلاور               | آب در شمال شرق ایران                                             | ۱۹۶۸                |
| 1          | سرزمین ایران                                  | ویلیام ب. فیشر                         | ئی ساندرلند                 | دامداری، کوچ نشینی و انسان شناسی ایران                           | ۱۹۶۸                |
| 1          | سرزمین ایران                                  | ویلیام ب. فیشر                         | کی. اس. مکلاکلن             | اصلاحات ارضی در ایران                                            | ۱۹۶۸                |
| 1          | سرزمین ایران                                  | ویلیام ب. فیشر                         | ویلیام ب. فیشر              | هویت ایران                                                       | ۱۹۶۸                |
| 2          | دوره‌های ماد و هخامنشی                         | ایلیا گرشویچ                           | ایگور میخایلوویچ دیاکونوف   | عیلام                                                            | ۱۹۸۵                |
| 2          | دوره‌های ماد و هخامنشی                         | ایلیا گرشویچ                           | جی. هنسمان                  | انشان در دوره ماد و هخامنشی                                      | ۱۹۸۵                |
| 2          | دوره‌های ماد و هخامنشی                         | ایلیا گرشویچ                           | ایگور میخایلوویچ دیاکونوف   | ماد                                                              | ۱۹۸۵                |
| 2          | دوره‌های ماد و هخامنشی                         | ایلیا گرشویچ                           | تادئوش سولیمیرسکی           | سکاها                                                            | ۱۹۸۵                |
| 2          | دوره‌های ماد و هخامنشی                         | ایلیا گرشویچ                           | جان مانوئل کوک              | ظهور هخامنشیان و بنیانگذاری امپراتوری هخامنشی                    | ۱۹۸۵                |
| 2          | دوره‌های ماد و هخامنشی                         | ایلیا گرشویچ                           | ای. آر. بورن                | ایران و یونانی‌ها                                                 | ۱۹۸۵                |
| 2          | دوره‌های ماد و هخامنشی                         | ایلیا گرشویچ                           | مکس مالوان                  | کوروش بزرگ (529-558 ق.م)                                         | ۱۹۸۵                |
| 2          | دوره‌های ماد و هخامنشی                         | ایلیا گرشویچ                           | ارنست بدیان                 | اسکندر در ایران                                                  | ۱۹۸۵                |
| 2          | دوره‌های ماد و هخامنشی                         | ایلیا گرشویچ                           | ادا برسیانی                 | اشغال مصر توسط ایران                                             | ۱۹۸۵                |
| 2          | دوره‌های ماد و هخامنشی                         | ایلیا گرشویچ                           | ای. ال. اوپنهایم            | مدارک بابلی درباره حکومت هخامنشیان                               | ۱۹۸۵                |
| 2          | دوره‌های ماد و هخامنشی                         | ایلیا گرشویچ                           | آر. تی هالوک                | لوحه‌های تخت جمشید                                                | ۱۹۸۵                |
| 2          | دوره‌های ماد و هخامنشی                         | ایلیا گرشویچ                           | آدریان دیوید هیو بیوار      | سکه‌های هخامنشی، وزن و اندازه آنها                                | ۱۹۸۵                |
| 2          | دوره‌های ماد و هخامنشی                         | ایلیا گرشویچ                           | م. شوارتس                   | جهان ایران باستان شرقی از دیدگاه اوستا                           | ۱۹۸۵                |
| 2          | دوره‌های ماد و هخامنشی                         | ایلیا گرشویچ                           | م. شوارتس                   | دین ایران هخامنشی                                                | ۱۹۸۵                |
| 2          | دوره‌های ماد و هخامنشی                         | ایلیا گرشویچ                           | جی. سی. گرینفیلد            | زبان آرامی در امپراتوری هخامنشی                                  | ۱۹۸۵                |
| 2          | دوره‌های ماد و هخامنشی                         | ایلیا گرشویچ                           | ویلی هارتنر                 | تقویم‌های ایران باستان                                            | ۱۹۸۵                |
| 2          | دوره‌های ماد و هخامنشی                         | ایلیا گرشویچ                           | ادیث پورادا                 | معماری و پیکرتراشی کلاسیک هخامنشی                                | ۱۹۸۵                |
| 2          | دوره‌های ماد و هخامنشی                         | ایلیا گرشویچ                           | آن فارکاس                   | برجسته‌کاری بیستون                                                | ۱۹۸۵                |
| 2          | دوره‌های ماد و هخامنشی                         | ایلیا گرشویچ                           | دیوید استروناخ              | تپه نوشی جان: اقامتگاه ماد                                       | ۱۹۸۵                |
| 2          | دوره‌های ماد و هخامنشی                         | ایلیا گرشویچ                           | دیوید استروناخ              | پاسارگاد                                                         | ۱۹۸۵                |
| 2          | دوره‌های ماد و هخامنشی                         | ایلیا گرشویچ                           | پی. آر. اس. موری            | فلزکاری و کنده‌کاری (حکاکی)                                       | ۱۹۸۵                |
| 2          | دوره‌های ماد و هخامنشی                         | ایلیا گرشویچ                           | هرلد والتر بیلی             | ضمیمه یک: نام‌ گیاه‌ها                                             | ۱۹۸۵                |
| 3 قسمت اول | دوره‌های سلوکیان، پارتیان و ساسانیان (بخش ۱)   | احسان یارشاطر                          | احسان یارشاطر               | پیشگفتار                                                         | ۱۹۸۳                |
| 3 قسمت اول | دوره‌های سلوکیان، پارتیان و ساسانیان (بخش ۱)   | احسان یارشاطر                          | الیاس بیکرمن                | دوره سلوکی                                                       | ۱۹۸۳                |
| 3 قسمت اول | دوره‌های سلوکیان، پارتیان و ساسانیان (بخش ۱)   | احسان یارشاطر                          | آدریان دیوید هیو بیوار      | تاریخ سیاسی ایران در دوره اشکانیان                               | ۱۹۸۳                |
| 3 قسمت اول | دوره‌های سلوکیان، پارتیان و ساسانیان (بخش ۱)   | احسان یارشاطر                          | لئو رادیتسا                 | ایران در آسیای صغیر                                              | ۱۹۸۳                |
| 3 قسمت اول | دوره‌های سلوکیان، پارتیان و ساسانیان (بخش ۱)   | احسان یارشاطر                          | ریچارد نلسون فرای           | تاریخ سیاسی ایران در دوره ساسانیان                               | ۱۹۸۳                |
| 3 قسمت اول | دوره‌های سلوکیان، پارتیان و ساسانیان (بخش ۱)   | احسان یارشاطر                          | آدریان دیوید هیو بیوار      | تاریخ مشرق ایران                                                 | ۱۹۸۳                |
| 3 قسمت اول | دوره‌های سلوکیان، پارتیان و ساسانیان (بخش ۱)   | احسان یارشاطر                          | ئی. وی. زیمال               | تاریخ سیاسی ماوراءالنهر                                          | ۱۹۸۳                |
| 3 قسمت اول | دوره‌های سلوکیان، پارتیان و ساسانیان (بخش ۱)   | احسان یارشاطر                          | رونالد اریک امریک           | ماندگاه‌های ایرانی در خاور کوه‌های پامیر                           | ۱۹۸۳                |
| 3 قسمت اول | دوره‌های سلوکیان، پارتیان و ساسانیان (بخش ۱)   | احسان یارشاطر                          | دیوید سلوود                 | سکه‌های پارتی                                                     | ۱۹۸۳                |
| 3 قسمت اول | دوره‌های سلوکیان، پارتیان و ساسانیان (بخش ۱)   | احسان یارشاطر                          | دیوید سلوود                 | دولت‌های کوچک جنوب ایران                                          | ۱۹۸۳                |
| 3 قسمت اول | دوره‌های سلوکیان، پارتیان و ساسانیان (بخش ۱)   | احسان یارشاطر                          | روبرت گوبل                  | سکه‌های ساسانی                                                    | ۱۹۸۳                |
| 3 قسمت اول | دوره‌های سلوکیان، پارتیان و ساسانیان (بخش ۱)   | احسان یارشاطر                          | احسان یارشاطر               | باورهای عامیانه و جهان‌نگری ایرانیان                              | ۱۹۸۳                |
| 3 قسمت اول | دوره‌های سلوکیان، پارتیان و ساسانیان (بخش ۱)   | احسان یارشاطر                          | احسان یارشاطر               | تاریخ ملی ایران                                                  | ۱۹۸۳                |
| 3 قسمت اول | دوره‌های سلوکیان، پارتیان و ساسانیان (بخش ۱)   | احسان یارشاطر                          | ویلهلم آیلرس                | ایران و بین النهرین                                              | ۱۹۸۳                |
| 3 قسمت اول | دوره‌های سلوکیان، پارتیان و ساسانیان (بخش ۱)   | احسان یارشاطر                          | دیوید م. لانگ               | ایران، ارمنستان و گرجستان                                        | ۱۹۸۳                |
| 3 قسمت اول | دوره‌های سلوکیان، پارتیان و ساسانیان (بخش ۱)   | احسان یارشاطر                          | ویلیام واتسون               | ایران و چین                                                      | ۱۹۸۳                |
| 3 قسمت اول | دوره‌های سلوکیان، پارتیان و ساسانیان (بخش ۱)   | احسان یارشاطر                          | اتو کورتس                   | مناسبات فرهنگی پارت و روم                                        | ۱۹۸۳                |
| 3 قسمت اول | دوره‌های سلوکیان، پارتیان و ساسانیان (بخش ۱)   | احسان یارشاطر                          | نینا گارسویان               | بیزانس و ساسانیان                                                | ۱۹۸۳                |
| 3 قسمت اول | دوره‌های سلوکیان، پارتیان و ساسانیان (بخش ۱)   | احسان یارشاطر                          | کلیفورد ادموند باسورث       | ایران و تازیان پیش از اسلام                                      | ۱۹۸۳                |
| 3 قسمت اول | دوره‌های سلوکیان، پارتیان و ساسانیان (بخش ۱)   | احسان یارشاطر                          | ای. ون گابن                 | مناسبات ایرانیان و ترکان در اواخر دوره ساسانی                    | ۱۹۸۳                |
| 3 قسمت دوم | دوران سلوکیان، پارتیان و ساسانیان (بخش ۲)     | احسان یارشاطر                          | آناهیت پریخانیان            | جامعه و قانون ایرانی                                             | ۱۹۸۳                |
| 3 قسمت دوم | دوران سلوکیان، پارتیان و ساسانیان (بخش ۲)     | احسان یارشاطر                          | ولادیمیر گریگوریویچ لوکونین | نهاد سیاسی، اجتماعی و اداری، مالیات‌ها و داد و ستد                | ۱۹۸۳                |
| 3 قسمت دوم | دوران سلوکیان، پارتیان و ساسانیان (بخش ۲)     | احسان یارشاطر                          | کریستوفر برونر              | تقسیمات جغرافیایی و اداری: ماندگاه‌ها و اقتصاد                    | ۱۹۸۳                |
| 3 قسمت دوم | دوران سلوکیان، پارتیان و ساسانیان (بخش ۲)     | احسان یارشاطر                          | الیاس بیکرمن                | گاه‌شماری                                                         | ۱۹۸۳                |
| 3 قسمت دوم | دوران سلوکیان، پارتیان و ساسانیان (بخش ۲)     | احسان یارشاطر                          | مری بویس                    | جشن‌های ایرانی                                                    | ۱۹۸۳                |
| 3 قسمت دوم | دوران سلوکیان، پارتیان و ساسانیان (بخش ۲)     | احسان یارشاطر                          | کارستن کولپ                 | سیر اندیشۀ دینی                                                  | ۱۹۸۳                |
| 3 قسمت دوم | دوران سلوکیان، پارتیان و ساسانیان (بخش ۲)     | احسان یارشاطر                          | ژاک دوشن-گیمن               | دین زرتشت                                                        | ۱۹۸۳                |
| 3 قسمت دوم | دوران سلوکیان، پارتیان و ساسانیان (بخش ۲)     | احسان یارشاطر                          | جیکوب نیسنر                 | یهودیان در ایران                                                 | ۱۹۸۳                |
| 3 قسمت دوم | دوران سلوکیان، پارتیان و ساسانیان (بخش ۲)     | احسان یارشاطر                          | یس پیتر آسموسن              | مسیحیان در ایران                                                 | ۱۹۸۳                |
| 3 قسمت دوم | دوران سلوکیان، پارتیان و ساسانیان (بخش ۲)     | احسان یارشاطر                          | رونالد اریک امریک           | آیین بودایی در میان اقوام ایرانی                                 | ۱۹۸۳                |
| 3 قسمت دوم | دوران سلوکیان، پارتیان و ساسانیان (بخش ۲)     | احسان یارشاطر                          | گئو ویدنگرن                 | آیین مانوی و زمینۀ ایرانی آن                                     | ۱۹۸۳                |
| 3 قسمت دوم | دوران سلوکیان، پارتیان و ساسانیان (بخش ۲)     | احسان یارشاطر                          | احسان یارشاطر               | آیین مزدکی                                                       | ۱۹۸۳                |
| 3 قسمت دوم | دوران سلوکیان، پارتیان و ساسانیان (بخش ۲)     | احسان یارشاطر                          | دنیل شلومبرژه               | هنر پارتی                                                        | ۱۹۸۳                |
| 3 قسمت دوم | دوران سلوکیان، پارتیان و ساسانیان (بخش ۲)     | احسان یارشاطر                          | دوروتی شفرد                 | هنر ساسانی                                                       | ۱۹۸۳                |
| 3 قسمت دوم | دوران سلوکیان، پارتیان و ساسانیان (بخش ۲)     | احسان یارشاطر                          | پرودنس هارپر                | نقره ساسانی                                                      | ۱۹۸۳                |
| 3 قسمت دوم | دوران سلوکیان، پارتیان و ساسانیان (بخش ۲)     | احسان یارشاطر                          | گیتی آذرپی                  | سیر و تحول هنرها در ماوراءالنهر                                  | ۱۹۸۳                |
| 3 قسمت دوم | دوران سلوکیان، پارتیان و ساسانیان (بخش ۲)     | احسان یارشاطر                          | مری بویس                    | نوشته‌‌ها و ادب پارتی                                              | ۱۹۸۳                |
| 3 قسمت دوم | دوران سلوکیان، پارتیان و ساسانیان (بخش ۲)     | احسان یارشاطر                          | ژان دو مناش                 | نوشته‌های پهلوی زرتشتی                                            | ۱۹۸۳                |
| 3 قسمت دوم | دوران سلوکیان، پارتیان و ساسانیان (بخش ۲)     | احسان یارشاطر                          | مری بویس                    | نوشته‌های مانوی به فارسی میانه                                    | ۱۹۸۳                |
| 3 قسمت دوم | دوران سلوکیان، پارتیان و ساسانیان (بخش ۲)     | احسان یارشاطر                          | فیلیپ ژینیو                 | کتیبه‌های فارسی میانه                                             | ۱۹۸۳                |
| 3 قسمت دوم | دوران سلوکیان، پارتیان و ساسانیان (بخش ۲)     | احسان یارشاطر                          | مارک درسدن                  | زبان و ادب سغدی                                                  | ۱۹۸۳                |
| 3 قسمت دوم | دوران سلوکیان، پارتیان و ساسانیان (بخش ۲)     | احسان یارشاطر                          | هرلد والتر بیلی             | ادبیات سکایی ختنی                                                | ۱۹۸۳                |
| 3 قسمت دوم | دوران سلوکیان، پارتیان و ساسانیان (بخش ۲)     | احسان یارشاطر                          | دیوید نیل مکنزی             | زبان و ادبیات خوارزمی                                            | ۱۹۸۳                |
| 3 قسمت دوم | دوران سلوکیان، پارتیان و ساسانیان (بخش ۲)     | احسان یارشاطر                          | ایلیا گرشویچ                | ادبیات باکتریایی                                                 | ۱۹۸۳                |
| 3 قسمت دوم | دوران سلوکیان، پارتیان و ساسانیان (بخش ۲)     | احسان یارشاطر                          | گئو ویدنگرن                 | منابع و تاریخ پارتیان و ساسانیان                                 | ۱۹۸۳                |
| ۴          | از فروپاشی ساسانیان تا به قدرت رسیدن سلجوقیان | ریچارد فرای                            | عبدالحسین زرینکوب           | فتح ایران به دست اعراب و پی‌آمد آن                                | ۱۹۷۵                |
| ۴          | از فروپاشی ساسانیان تا به قدرت رسیدن سلجوقیان | ریچارد فرای                            | روی متحده                   | خلافت عباسیان در ایران                                           | ۱۹۷۵                |
| ۴          | از فروپاشی ساسانیان تا به قدرت رسیدن سلجوقیان | ریچارد فرای                            | کلیفورد ادموند باسورث       | طاهریان و صفاریان                                                | ۱۹۷۵                |
| ۴          | از فروپاشی ساسانیان تا به قدرت رسیدن سلجوقیان | ریچارد فرای                            | ریچارد نلسون فرای           | سامانیان                                                         | ۱۹۷۵                |
| ۴          | از فروپاشی ساسانیان تا به قدرت رسیدن سلجوقیان | ریچارد فرای                            | کلیفورد ادموند باسورث       | دوره اولیه غزنوی                                                 | ۱۹۷۵                |
| ۴          | از فروپاشی ساسانیان تا به قدرت رسیدن سلجوقیان | ریچارد فرای                            | ویلفرد مادلونگ              | سلسله‌های کوچک شمال ایران                                         | ۱۹۷۵                |
| ۴          | از فروپاشی ساسانیان تا به قدرت رسیدن سلجوقیان | ریچارد فرای                            | هربرت بوسه                  | ایران عصر آل بویه                                                | ۱۹۷۵                |
| ۴          | از فروپاشی ساسانیان تا به قدرت رسیدن سلجوقیان | ریچارد فرای                            | کلود کاهن                   | قبایل، شهرها و سازمانبندی اجتماعی                                | ۱۹۷۵                |
| ۴          | از فروپاشی ساسانیان تا به قدرت رسیدن سلجوقیان | ریچارد فرای                            | اولگ گرابر                  | هنرهای دیداری                                                    | ۱۹۷۵                |
| ۴          | از فروپاشی ساسانیان تا به قدرت رسیدن سلجوقیان | ریچارد فرای                            | گ. ک. مایلز                 | سکه‌شناسی                                                         | ۱۹۷۵                |
| ۴          | از فروپاشی ساسانیان تا به قدرت رسیدن سلجوقیان | ریچارد فرای                            | ادوارد استوارت کندی         | علوم دقیقه                                                       | ۱۹۷۵                |
| ۴          | از فروپاشی ساسانیان تا به قدرت رسیدن سلجوقیان | ریچارد فرای                            | سید حسین نصر                | علوم زیستی                                                       | ۱۹۷۵                |
| ۴          | از فروپاشی ساسانیان تا به قدرت رسیدن سلجوقیان | ریچارد فرای                            | سید حسین نصر                | فلسفه و جهان شناسی                                               | ۱۹۷۵                |
| ۴          | از فروپاشی ساسانیان تا به قدرت رسیدن سلجوقیان | ریچارد فرای                            | سید حسین نصر                | تصوف                                                             | ۱۹۷۵                |
| ۴          | از فروپاشی ساسانیان تا به قدرت رسیدن سلجوقیان | ریچارد فرای                            | سید حسین نصر و مرتضی مطهری  | علوم دینی                                                        | ۱۹۷۵                |
| ۴          | از فروپاشی ساسانیان تا به قدرت رسیدن سلجوقیان | ریچارد فرای                            | بیانکا اسکارچا آمورتی       | ملل و نحل                                                        | ۱۹۷۵                |
| ۴          | از فروپاشی ساسانیان تا به قدرت رسیدن سلجوقیان | ریچارد فرای                            | هانری کربن                  | ناصرخسرو و اسماعیلیه ایران                                       | ۱۹۷۵                |
| ۴          | از فروپاشی ساسانیان تا به قدرت رسیدن سلجوقیان | ریچارد فرای                            | ژان دو مناش                 | ادبیات زرتشتی پس از فتوح مسلمانان                                | ۱۹۷۵                |
| ۴          | از فروپاشی ساسانیان تا به قدرت رسیدن سلجوقیان | ریچارد فرای                            | ویکتور دنر                  | ادب عربی در ایران                                                | ۱۹۷۵                |
| ۴          | از فروپاشی ساسانیان تا به قدرت رسیدن سلجوقیان | ریچارد فرای                            | ژیلبر لازار                 | ظهور زبان فارسی نوین                                             | ۱۹۷۵                |
| ۴          | از فروپاشی ساسانیان تا به قدرت رسیدن سلجوقیان | ریچارد فرای                            | لارنس پائول الول ساتن       | رباعی در ادب نخستین فارسی                                        | ۱۹۷۵                |
| ۴          | از فروپاشی ساسانیان تا به قدرت رسیدن سلجوقیان | ریچارد فرای                            | جان اندریو بویل             | عمر خیام، منجم، ریاضی‌دان و شاعر                                  | ۱۹۷۵                |
| 5          | دوران سلجوقیان و مغولان                       | جان اندرو بویل                         | کلیفورد ادموند باسورث       | تاریخ خاندان و سیاست جهانی ایرانی‌ها (1000 تا 1217 میلادی)        | ۱۹۶۸                |
| 5          | دوران سلجوقیان و مغولان                       | جان اندرو بویل                         | آن کاترین سوینفورد لمبتون   | تشکیلات درونی امپراتوری سلجوقی                                   | ۱۹۶۸                |
| 5          | دوران سلجوقیان و مغولان                       | جان اندرو بویل                         | الساندرو بوزانی             | مذهب در دوران سلجوقی                                             | ۱۹۶۸                |
| 5          | دوران سلجوقیان و مغولان                       | جان اندرو بویل                         | جان اندرو بویل              | دودمان ایلخانی و تاریخ سیاسی ایلخانیان                           | ۱۹۶۸                |
| 5          | دوران سلجوقیان و مغولان                       | جان اندرو بویل                         | مارشال گووین سیمز هاجسون    | دولت اسماعیلی                                                    | ۱۹۶۸                |
| 5          | دوران سلجوقیان و مغولان                       | جان اندرو بویل                         | ایلیا پائولوویچ پطروشفسکی   | وضعیت اقتصادی-جامعه‌ای ایران در دوران ایلخانی                     | ۱۹۶۸                |
| 5          | دوران سلجوقیان و مغولان                       | جان اندرو بویل                         | الساندرو بوزانی             | مذهب در دوران مغول‌ها                                             | ۱۹۶۸                |
| 5          | دوران سلجوقیان و مغولان                       | جان اندرو بویل                         | یان ریپکا                   | شاعرها و نویسندگان نثر در دوران مغول و اواخر دوران سلجوقی        | ۱۹۶۸                |
| 5          | دوران سلجوقیان و مغولان                       | جان اندرو بویل                         | اولگ گرابر                  | هنرهای تجسمی، 1050 تا 1350 میلادی                                | ۱۹۶۸                |
| 5          | دوران سلجوقیان و مغولان                       | جان اندرو بویل                         | ادوارد استوارت کندی         | علوم دقیق در ایران دوران سلجوقی و مغول‌ها                         | ۱۹۶۸                |
| 6          | دوران تیموریان و صفویان                       | لارنس لاکهارت و پیتر جکسون             | هانس روبرت رومر             | آل جلایر، آل مظفر و سربداران                                     | ۱۹۸۶                |
| 6          | دوران تیموریان و صفویان                       | لارنس لاکهارت و پیتر جکسون             | هانس روبرت رومر             | تیمور در ایران                                                   | ۱۹۸۶                |
| 6          | دوران تیموریان و صفویان                       | لارنس لاکهارت و پیتر جکسون             | هانس روبرت رومر             | جانشینان تیمور                                                   | ۱۹۸۶                |
| 6          | دوران تیموریان و صفویان                       | لارنس لاکهارت و پیتر جکسون             | هانس روبرت رومر             | سلسله‌های ترکمانان                                                | ۱۹۸۶                |
| 6          | دوران تیموریان و صفویان                       | لارنس لاکهارت و پیتر جکسون             | هانس روبرت رومر             | دوره صفویان                                                      | ۱۹۸۶                |
| 6          | دوران تیموریان و صفویان                       | لارنس لاکهارت و پیتر جکسون             | راجر مروین سیوری            | نظام تشکیلاتی صفویان                                             | ۱۹۸۶                |
| 6          | دوران تیموریان و صفویان                       | لارنس لاکهارت و پیتر جکسون             | لارنس لاکهارت               | تماس اروپائیان با ایران                                          | ۱۹۸۶                |
| 6          | دوران تیموریان و صفویان                       | لارنس لاکهارت و پیتر جکسون             | رونالد فریر                 | تجارت از میان قرن 14 میلادی تا اواخر دوره صفویه                  | ۱۹۸۶                |
| 6          | دوران تیموریان و صفویان                       | لارنس لاکهارت و پیتر جکسون             | برت فراگنر                  | اوضاع اجتماعی و اقتصادی داخلی                                    | ۱۹۸۶                |
| 6          | دوران تیموریان و صفویان                       | لارنس لاکهارت و پیتر جکسون             | ادوارد استوارت کندی         | علوم دقیقه در دوره تیموری                                        | ۱۹۸۶                |
| 6          | دوران تیموریان و صفویان                       | لارنس لاکهارت و پیتر جکسون             | ه. ج. ج. وینتر              | علوم ایران در روزگار صفویان                                      | ۱۹۸۶                |
| 6          | دوران تیموریان و صفویان                       | لارنس لاکهارت و پیتر جکسون             | بیانکا اسکارچا آمورتی       | مذهب در دوران تیموریان و صفویان                                  | ۱۹۸۶                |
| 6          | دوران تیموریان و صفویان                       | لارنس لاکهارت و پیتر جکسون             | سید حسین نصر                | فعالیت‌های فکری، فلسفه و کلام                                     | ۱۹۸۶                |
| 6          | دوران تیموریان و صفویان                       | لارنس لاکهارت و پیتر جکسون             | ف. اشپولر                   | قالیبافی و نساجی                                                 | ۱۹۸۶                |
| 6          | دوران تیموریان و صفویان                       | لارنس لاکهارت و پیتر جکسون             | ر. پیندر-ویلسون             | معماری دوره تیموری                                               | ۱۹۸۶                |
| 6          | دوران تیموریان و صفویان                       | لارنس لاکهارت و پیتر جکسون             | رابرت هیلنبراند             | معماری ایران در دوره صفویان                                      | ۱۹۸۶                |
| 6          | دوران تیموریان و صفویان                       | لارنس لاکهارت و پیتر جکسون             | باسیل گری                   | هنرهای تصویری در دوره تیموری                                     | ۱۹۸۶                |
| 6          | دوران تیموریان و صفویان                       | لارنس لاکهارت و پیتر جکسون             | باسیل گری                   | هنرهای ایران در دوره صفوی                                        | ۱۹۸۶                |
| 6          | دوران تیموریان و صفویان                       | لارنس لاکهارت و پیتر جکسون             | ذبیح الله صفا               | ادبیات فارسی در قلمرو تیموریان و ترکمانان                        | ۱۹۸۶                |
| 6          | دوران تیموریان و صفویان                       | لارنس لاکهارت و پیتر جکسون             | آنه ماری شیمل               | حافظ و معاصرانش                                                  | ۱۹۸۶                |
| 6          | دوران تیموریان و صفویان                       | لارنس لاکهارت و پیتر جکسون             | ذبیح الله صفا               | ادبیات فارسی در دوره صفویان                                      | ۱۹۸۶                |
| 6          | دوران تیموریان و صفویان                       | لارنس لاکهارت و پیتر جکسون             | احسان یارشاطر               | شعر فارسی در دوره تیموریان و صفویان                              | ۱۹۸۶                |
| 7          | از نادرشاه تا جمهوری اسلامی                   | پیتر ایوری، گاوین هامبلی و چارلز ملویل | پیتر ایوری                  | نادرشاه و میراث افشاریه                                          | 1991                |
| 7          | از نادرشاه تا جمهوری اسلامی                   | پیتر ایوری، گاوین هامبلی و چارلز ملویل | جان پری                     | خاندان زند                                                       | 1991                |
| 7          | از نادرشاه تا جمهوری اسلامی                   | پیتر ایوری، گاوین هامبلی و چارلز ملویل | گاوین آر. گ. هامبلی         | آغامحمدخان و بنیانگذاری خاندان قاجاریه                           | 1991                |
| 7          | از نادرشاه تا جمهوری اسلامی                   | پیتر ایوری، گاوین هامبلی و چارلز ملویل | گاوین آر. گ. هامبلی         | ایران در دوران فتحعلی شاه و محمد شاه                             | 1991                |
| 7          | از نادرشاه تا جمهوری اسلامی                   | پیتر ایوری، گاوین هامبلی و چارلز ملویل | نیکی کدی و مهرداد امانت     | ایران در دوران پسین قاجاریه 1848—1922                            | 1991                |
| 7          | از نادرشاه تا جمهوری اسلامی                   | پیتر ایوری، گاوین هامبلی و چارلز ملویل | گاوین آر. گ. هامبلی         | خودکامگی پهلوی: رضاشاه، 1921-1941                                | 1991                |
| 7          | از نادرشاه تا جمهوری اسلامی                   | پیتر ایوری، گاوین هامبلی و چارلز ملویل | گاوین آر. گ. هامبلی         | خودکامگی پهلوی: محمدرضاشاه 1941-1979                             | 1991                |
| 7          | از نادرشاه تا جمهوری اسلامی                   | پیتر ایوری، گاوین هامبلی و چارلز ملویل | استنفورد شا                 | روابط ایرانی‌ها با امپراتوری عثمانی در سده‌های هجدهم و نوزدهم      | 1991                |
| 7          | از نادرشاه تا جمهوری اسلامی                   | پیتر ایوری، گاوین هامبلی و چارلز ملویل | فیروز کاظم‌زاده              | روابط ایرانی‌ها با روسیه و شوروی تا 1921 میلادی                   | 1991                |
| 7          | از نادرشاه تا جمهوری اسلامی                   | پیتر ایوری، گاوین هامبلی و چارلز ملویل | رز گریوز                    | روابط ایرانی‌ها با شرکت‌های تجاری اروپایی تا 1798                  | 1991                |
| 7          | از نادرشاه تا جمهوری اسلامی                   | پیتر ایوری، گاوین هامبلی و چارلز ملویل | رز گریوز                    | روابط ایرانی‌ها با بریتانیای کبیر و هندوستانِ بریتانیایی 1798-1921 | 1991                |
| 7          | از نادرشاه تا جمهوری اسلامی                   | پیتر ایوری، گاوین هامبلی و چارلز ملویل | امین سیکل                   | سیاست خارجی ایرانی‌ها 1921-1979                                   | 1991                |
| 7          | از نادرشاه تا جمهوری اسلامی                   | پیتر ایوری، گاوین هامبلی و چارلز ملویل | آن کاترین سوینفورد لمبتون   | زمین داری حکومتی و اداره عواید آن در قرن نوزدهم                  | 1991                |
| 7          | از نادرشاه تا جمهوری اسلامی                   | پیتر ایوری، گاوین هامبلی و چارلز ملویل | ریچارد تاپر                 | قبایل در سده هجدهم و نوزدهم در ایران                             | 1991                |
| 7          | از نادرشاه تا جمهوری اسلامی                   | پیتر ایوری، گاوین هامبلی و چارلز ملویل | گاوین آر. گ. هامبلی         | شهرهای سنتی ایرانی‌ها در دوران قاجار                              | 1991                |
| 7          | از نادرشاه تا جمهوری اسلامی                   | پیتر ایوری، گاوین هامبلی و چارلز ملویل | چالرز عیسوی                 | نفوذ اقتصادی اروپایی‌ها 1872-1921                                 | 1991                |
| 7          | از نادرشاه تا جمهوری اسلامی                   | پیتر ایوری، گاوین هامبلی و چارلز ملویل | ک. اس. مکلاچلان             | توصعه اقتصادی 1921-1979                                          | 1991                |
| 7          | از نادرشاه تا جمهوری اسلامی                   | پیتر ایوری، گاوین هامبلی و چارلز ملویل | رونالد فریر                 | صنعت نفت ایران                                                   | 1991                |
| 7          | از نادرشاه تا جمهوری اسلامی                   | پیتر ایوری، گاوین هامبلی و چارلز ملویل | حامد الگار                  | نیروهای مذهبی در سده‌های هجدهم و نوزدهم در ایران                  | 1991                |
| 7          | از نادرشاه تا جمهوری اسلامی                   | پیتر ایوری، گاوین هامبلی و چارلز ملویل | حامد الگار                  | نیروهای مذهبی در ایران قرن بیستمی                                | 1991                |
| 7          | از نادرشاه تا جمهوری اسلامی                   | پیتر ایوری، گاوین هامبلی و چارلز ملویل | پیتر چلکوفسکی               | سرگرمی‌های محبوب، رسانه و تغییرات اجتماعی در ایران قرن بیستمی     | 1991                |
| 7          | از نادرشاه تا جمهوری اسلامی                   | پیتر ایوری، گاوین هامبلی و چارلز ملویل | پیتر ایوری                  | چاپ، رسانه‌ها و ادبیات در ایران مدرن                              | 1991                |
| 7          | از نادرشاه تا جمهوری اسلامی                   | پیتر ایوری، گاوین هامبلی و چارلز ملویل | ب. دبلیو. رابینسون          | نقاشی ایرانی در دوران خاندان زند و قاجار                         | 1991                |
| 7          | از نادرشاه تا جمهوری اسلامی                   | پیتر ایوری، گاوین هامبلی و چارلز ملویل | جنیفر اسکارس                | هنر در سده‌های هجدهم تا بیستم، معماری، سرامیک، فلزکاری، نساجی     | 1991                |

## محتوای جلدها

### جلد اول
جلد نخست تاریخ ایران کمبریج با عنوان «سرزمین ایران» شامل چهار بخش و ۲۲ فصل است. مطالب این بخش‌ها عبارت‌اند از: بخش نخست دربارهٔ جغرافیای طبیعی، زمین‌شناسی، موقعیت اقلیمی، گیاهان، جانوران و پرندگان ایران؛ بخش دوم با نام «مردم ایران»، دربارهٔ نخستین تشکل‌های جوامع انسانی در ایران؛ بخش سوم دربارهٔ امور معیشتی، ارتباطات، حمل ونقل و کشاورزی و گله داری؛ و بخش چهارم، نتیجه‌گیری از مطالب فصل‌های پیشین. این مجلد با ویراستاری ویلیام بین فیشر در سال ۱۹۶۸ به چاپ رسید. تعدادی از محققان ایرانی و اروپایی از جمله محمدحسن گنجی، جمشید بهنام، ساندرلند، اندرسون و هریسون در تدوین این مجلد همکاری داشته‌اند.

### جلد دوم
جلد دوم با نام «دوره‌های ماد و هخامنشی» شامل ۲۱ فصل است: فصل نخست تا دهم دربارهٔ تمدن ایلام و انشان، بنیان‌گذاری شاهنشاهی هخامنشی، تشکیلات اداری آن و جنگ‌های هخامنشیان با یونان و فروپاشی پادشاهی آنان بر اثر حمله اسکندر مقدونی به ایران؛ فصل یازدهم و دوازدهم دربارهٔ اسناد سنگ‌نبشته‌های تخت جمشید، سکه‌ها، اوزان و مقادیر در زمان هخامنشیان؛ فصل سیزدهم دربارهٔ جهان‌بینی ایران خاوری، بنا به روایت اوستا؛ فصل چهاردهم دربارهٔ دین و آیین ایرانیان در زمان هخامنشیان؛ فصل پانزدهم شامل بررسی زبان آرامی در زمان هخامنشیان؛ فصل شانزدهم دربارهٔ گاه‌شماری در ایران قدیم؛ و فصل هفدهم تا بیست ویکم دربارهٔ معماری هخامنشیان، کنده کاری‌های بیستون و کشفیات تپه نوش جان و پاسارگاد و ابزارهای فلزی. این مجلد، با ویرایش ایلیا گرشویچ و با همکاری برخی از پژوهشگران نامدار از جمله ایگور دیاکونوف، تادئوش سولیمیرسکی، مکس مالوان، آدریان دیوید هیو بیوار، گرینفیلد و هرلد والتر بیلی، و محمود صناعی در هیئت ویراستاری، در سال ۱۹۸۵ به چاپ رسیده‌است.

### جلد سوم
جلد سوم با عنوان «دوران سلوکیان، پارتیان و ساسانیان» که دوره‌ای تقریباً هزار ساله را در بر می‌گیرد، در دو قسمت (دو مجلد) و ۹ بخش تدوین شده‌است. بخش اول شامل چهار بخش، با مقدمه‌ای مفصل از احسان یارشاطر، ویراستار این جلد، دربارهٔ سنت‌های ایرانی پیش از دوره ساسانی و اوضاع اجتماعی و مناسک دینی و مناسبات فرهنگی ایران باستان آغاز می‌شود. بخش اول، با عنوان «تاریخ سیاسی» دربارهٔ تاریخ سیاسی سلوکیان و اشکانیان و ساسانیان، بخش دوم دربارهٔ سکه‌شناسی، بخش سوم دربارهٔ تاریخ روایی ایران و بخش چهارم دربارهٔ مناسبات ایران و همسایگانش در آن روزگار است. برخی از نویسندگان این مجلد عبارت اند از: الیاس یوزف بیکرمن، آدریان دیوید هیو بیوار، ریچارد فرای، دیوید سلوود، دیوید مارشال لانگ، نینا گارسویان، کلیفورد ادموند باسورث و گابن.
قسمت دوم از جلد سوم، ادامه قسمت اول و شامل پنج بخش (پنجم تا نهم) است: بخش پنجم دربارهٔ نهادهای اجتماعی، بخش ششم دربارهٔ تاریخ دینی و بخش هفتم و هشتم دربارهٔ تاریخ هنر، خط و زبان و ادبیات دوره سلوکیان و پارتیان و ساسانیان است. بخش پایانی کتاب، کتاب‌شناسی است که در آن به منابع تاریخ پارتیان و ساسانیان و نقد منابع پرداخته شده‌است. برخی از مؤلفان این قسمت عبارت اند از: احسان یارشاطر، گئو ویدن‌گرن، شلومبرژه، مری بویس، ویلیام بیلی و ایلیا گرشویچ. مجلد سوم در سال ۱۹۸۳ به چاپ رسید.

### جلد چهارم
جلد چهارم به بررسی فروپاشی ساسانیان تا به قدرت رسیدن سلجوقیان اختصاص دارد و شامل بیست فصل است: فصل نخست، با عنوان «فتح ایران توسط اعراب و پیامد آن» یازده عنوان فرعی دارد و دربارهٔ موقعیت ایرانیان و اعراب در دوره‌های پیش از اسلام و ورود اسلام به ایران تا تشکیل دولت عباسی است؛ فصل دوم دربارهٔ خلافت عباسیان در ایران؛ فصل سوم تا هشتم دربارهٔ سلسله طاهریان، صفاریان، سامانیان و دوره اول غزنوی و سلسله‌های کوچک شمال ایران و آل بویه؛ فصل هشتم با عنوان «قبایل، شهرها و نظام اجتماعی» دربارهٔ روند اسلامی شدن ایران؛ فصل نهم تا دوازدهم دربارهٔ هنرهای تجسمی، سکه‌شناسی و علوم دقیقه؛ فصل دوازدهم دربارهٔ علوم زیستی؛ فصل سیزدهم تا پانزدهم دربارهٔ فلسفه و جهان‌شناسی و تصوف، علوم دینی و ملل و نحل؛ فصل شانزدهم دربارهٔ ناصرخسرو و اسماعیلیه ایران و فصل هفدهم تا بیستم دربارهٔ ادبیات زرتشتی پس از فتوح مسلمانان، ادبیات عربی در ایران، ظهور زبان فارسی نو، رباعی در ادب فارسی و معرفی عمر خیام است. ویراستار این جلد ریچارد نلسون فرای است و نویسندگان این مجلد عبارت اند از: عبدالحسین زرین‌کوب، مرتضی مطهری، باسورث، ویلفرد مادلونگ، اولگ گربر، ادوارد استوارت کندی، سید حسین نصر، هانری کربن، ژیلبر لازار، بویل و کلود کاهن. این مجلد در سال ۱۹۷۵ به چاپ رسید.

### جلد پنجم
جلد پنجم با عنوان «دوران سلجوقیان و مغولان» شامل یک مقدمه و ده فصل است: فصل نخست با عنوان «تاریخ سیاسی و دودمانی ایران (۳۹۰–۶۱۴)» دربارهٔ ورود ترکان به ایران و استیلای آنان بر بقایای غزنویان و آل بویه و شکل‌گیری حکومت سلجوقیان است؛ فصل دوم با عنوان «ساختار درونی امپراتوری سلجوقی» دربارهٔ اوضاع دیوانی و اقتصادی و اجتماعی سلجوقیان و ساختار اجتماعی آنان و نحوه معیشت عشیره‌ای، شیوه زمین‌داری و فنون جنگاوری آنان؛ فصل سوم با عنوان «دین در دوره سلجوقی» دربارهٔ مذهب تسنن و تشیع و تصوف؛ فصل چهارم، «تاریخ سلسله‌ای و سیاسی ایلخانان» دربارهٔ حمله مغول تا فروپاشی دولت ایلخانی؛ فصل پنجم با نام «دولت اسماعیلی» دربارهٔ جنبش اسماعیلیه در دوره سلاجقه، قیام حسن صباح و شیوه‌های مبارزه او و واکنش‌های اهل سنت؛ فصل ششم با عنوان «اوضاع اجتماعی–اقتصادی ایران در دوره ایلخانان» دربارهٔ پیامدهای حمله مغول، اوضاع کشاورزی، موقعیت روستاییان در این دوره و نظام مالیاتی در زمان ایلخانان؛ فصل هفتم با عنوان «دین در عهد مغول» دربارهٔ موقعیت مسیحیان، یهودیان، شیعیان و متصوفه در دولت ایلخانی، دین بودایی و بازمانده‌هایی از پیروان ادیان باستانی ایران مانند مزدکیان؛ فصل هشتم با عنوان «شعرا و نثرنویسان اواخر عهد سلجوقی و دوره مغول»، که در آن به اشخاصی چون سنایی و محمد معزی و سعدی و مباحثی چون مکاتب آذربایجان و اصفهان پرداخته شده‌است؛ فصل نهم با نام «هنرهای تجسمی در ۴۴۲–۷۵۱» دربارهٔ معماری مذهبی و غیرمذهبی و ره آوردهای این هنر در دوره سلجوقی و ایلخانی و سفالگری و فلزکاری و نگارگری؛ و فصل دهم با عنوان «علوم دقیقه در ایران عهد سلجوقی و مغول» دربارهٔ پیشینه علوم در دوره‌های پیش از سلجوقیان تا عصر مغول است. این مجلد زیر نظر بویل و با همکاری باسورث، لمبتون، مارشال هاجسون، ایلیا پاولوویچ پتروشفسکی، یان ریپکا، اولگ گرابر و ادوارد استوارت کندی و در سال ۱۹۶۸ منتشر شده‌است.

### جلد ششم
جلد ششم با عنوان «دوران تیموریان و صفویان» به چهار دوره مهم تاریخ ایران پرداخته‌است و هجده فصل دارد: فصل نخست دربارهٔ جلایریان و مظفریان و سربداران و بررسی حکومت آنان و آخرین حاکمان چنگیزی؛ فصل دوم دربارهٔ حمله تیمور به ایران و هند و سوریه و آناتولی و مرگ تیمور؛ فصل سوم دربارهٔ حیات سیاسی، اقتصادی، بازرگانی، مذهبی و فرهنگی در امپراتوری تیموری؛ فصل چهارم دربارهٔ سلسله‌های ترکمانان، خاستگاه آنان، ظهور اوزون حسن و دوره شکوفایی و زوال آق‌قویونلوها؛ فصل پنجم و ششم دربارهٔ دوره صفویان و تشکیلات اداری آنان؛ فصل هفتم و هشتم دربارهٔ تماس اروپاییان با ایران و تجارت در دوره صفویه؛ فصل نهم شامل اوضاع اجتماعی و اقتصادی و نظام مالیاتی در دوران بعد از مغول؛ فصل دهم و یازدهم دربارهٔ علوم دقیقه در دوره تیموریان و علوم ایرانی در روزگار صفویان؛ فصل دوازدهم و سیزدهم دربارهٔ مذهب در دوران تیموریان و صفویان و نهضت‌های فکری، فلسفه و کلام در زمان صفویان؛ فصل چهاردهم تا شانزدهم دربارهٔ صنعت نساجی و قالی بافی، معماری تیموریان و صفویان، هنرهای تصویری در دوره تیموری و هنر در دوره صفویان؛ و فصل هفدهم و هجدهم دربارهٔ ادبیات و شعر در زمان تیموریان و ترکمانان و صفویان است. ویراستاران این مجلد لارنس لاکهارت و پیتر جکسون بوده‌اند. این مجلد در سال ۱۹۸۶ به چاپ رسید. برخی از نویسندگان این مجلد عبارت اند از: ذبیح‌الله صفا، سیدحسین نصر، احسان یارشاطر، هانس رومر، رونالد فریه، برت فراگنر، بیانکا اسکارچا آمورتی، پیندر ـ ویلسون، گری و آنه‌ماری شیمل.این جلد در فارسی در دو مجلد ترجمه شده است.

### جلد هفتم
جلد هفتم از آغاز حکومت نادرشاه افشار در سال ۱۱۴۸ تا سال ۱۳۵۹ را در بر می‌گیرد و به چهار بخش و ۲۴ فصل تقسیم می‌شود. بخش نخست با عنوان «چارچوب سیاسی»، شامل هفت فصل دربارهٔ وقایع سیاسی به ترتیب تاریخی است. عناوین این فصل‌ها عبارت‌اند از: نادرشاه و سلسله افشاریان، سلسله زند، آقامحمدخان و استقرار سلطنت قاجار، ایران در دوره فتحعلی‌شاه و محمدشاه، ایران در دوره آخرین شاهان قاجار، خودکامگی دودمان پهلوی. بخش دوم دربارهٔ مناسبات ایران با کشورهای دیگر و سیاست خارجی است و شامل پنج فصل است: مناسبات ایران با امپراتوری عثمانی در سده هجدهم و نوزدهم، مناسبات با روسیه تزاری و شوروی تا سال ۱۹۲۱، شرکت‌های تجاری اروپایی تا سال ۱۷۹۸، انگلستان و هند در دوره استعمار انگلستان ۱۷۹۸–۱۹۲۱ و سیاست خارجی ایران از ۱۹۲۱ تا ۱۹۷۹. بخش سوم دربارهٔ توسعه اقتصادی و اجتماعی و شامل شش فصل است: وزارت مالیه و ملک‌داری در سده سیزدهم، عشایر ایران در قرن دوازدهم و سیزدهم، شهر سنتی ایرانی در دوره قاجار، نفوذ اقتصادی اروپاییان در ۱۸۷۲–۱۹۲۱، توسعه اقتصادی در ۱۹۲۱–۱۹۷۹ و صنعت نفت ایران. بخش چهارم در شش فصل به اوضاع فرهنگی و دینی ایران می‌پردازد: دو فصل نخست معرفی نیروهای مذهبی از سده دوازدهم تا چهاردهم؛ فصل سوم دربارهٔ تغییرات اجتماعی و رسانه‌ای و سرگرمی‌های عمومی ایرانیان در سده چهاردهم؛ فصل چهارم دربارهٔ مسائل نشر و مطبوعات و ادبیات در ایران امروز؛ دو فصل آخر به ترتیب دربارهٔ نقاشی ایرانی در دوره زندیان و قاجاریان و هنرهای معماری، کاشی‌کاری، فلزکاری و بافندگی از سده دوازدهم تا چهاردهم است. این مجلد در سال ۱۹۹۱ به چاپ رسیده‌است. هجده تن از استادان دانشگاه‌های انگلستان و آمریکا با سرویراستاری پیتر ایوری و گاوین همبلی و چارلز ملویل در این مجلد همکاری داشته‌اند. نویسندگان شاخص این جلد، افزون بر سرویراستاران که خود نگارنده چند فصل بوده‌اند، عبارت‌اند از: جان پری، نیکی آر. کدی، ریچارد تاپر، چارلز عیسوی، آن لمبتون، پیتر چلکووسکی و پژوهشگران ایرانی چون مهرداد امانت و فیروز کاظم‌زاده.

## بازخورد
برخی از شرق‌شناسان و پژوهشگران، این کتاب را به سبب اهمیتش نقد و بررسی کرده‌اند که برخی از این بررسی‌ها به‌طور مستقل یا در مجلات به چاپ رسیده‌است. از جمله گودرز رشتیانی در کتاب ماه تاریخ و جغرافیا شماره ۱۴۶، بگلی در شماره ۴۷ «مجله اسلام» و مقاله والتر هینتس در شماره ۲۴۲ «مجله تاریخ».

## منبع
- رازپوش، شهناز (۱۳۹۳). «تاریخ ایران کیمبریج». دانشنامه جهان اسلام. ج. ۶. تهران. بایگانی‌شده از اصلی در ۲۵ ژانویه ۲۰۲۵. دریافت‌شده در ۲۵ ژانویه ۲۰۲۵.
- آژند، یعقوب (۱۳۹۳). «تاریخ ایران کیمبریج». دانشنامه جهان اسلام. ج. ۶. تهران. بایگانی‌شده از اصلی در ۲۵ ژانویه ۲۰۲۵. دریافت‌شده در ۲۵ ژانویه ۲۰۲۵.
- منفرد، افسانه (۱۳۹۳). «تاریخ ایران کیمبریج». دانشنامه جهان اسلام. ج. ۶. تهران. بایگانی‌شده از اصلی در ۲۵ ژانویه ۲۰۲۵. دریافت‌شده در ۲۵ ژانویه ۲۰۲۵.

- Darke, Hubert S. G (1990). "CAMBRIDGE HISTORY OF IRAN". Encyclopædia Iranica (به انگلیسی). Vol. IV. p. 724-726. Retrieved 25 January 2025.

## مطالعه بیشتر

### بررسی
- فصل اول:

- Cuyler Young, T (1976). "BOOK REVIEWS: The Cambridge History of Iran, Vol. 1, The Land of Iran". International Journal of Middle East Studies (به انگلیسی). 7 (1): 129–133. doi:10.1017/S0020743800023060. Retrieved 23 February 2025.
- English, Paul W. (1969). "BOOK REVIEWS: The Cambridge History of Iran, Volume I, The Land of Iran". Iranian Studies (به انگلیسی). 2 (2–3): 106–107. doi:10.1080/00210866908701381. Retrieved 23 February 2025.
- Brice, W. C. (1972). "BOOK REVIEWS: The Cambridge History of Iran, Volume I, The Land of Iran". Journal of the Royal Asiatic Society of Great Britain & Ireland (به انگلیسی). 104 (1): 69–70. doi:10.1017/S0035869X00129661. Retrieved 23 February 2025.
- Tapper, Richard (1970). "BOOK REVIEWS: The Cambridge History of Iran, Volume I, The Land of Iran". Bulletin of the School of Oriental and African Studies (به انگلیسی). 33 (2): 404–407. doi:10.1017/S0041977X00103684. Retrieved 23 February 2025.
- Keddie, Nikki R (1969). "BOOK REVIEWS: The Cambridge History of Iran. Volume 1, The Land of Iran ,Volume 5, The Saljuq and. Mongol Periods,". The Journal of Economic History (به انگلیسی). 29 (3): 552–553. doi:10.1017/S0022050700072600. Retrieved 23 February 2025.

- فصل دوم:

- Frye, Richard N. (1987). "BOOK REVIEWS: The Cambridge History of Iran, Vol. 2, The Median and Achaemenian Periods". Iranian Studies (به انگلیسی). 20 (1): 82–86. doi:10.1017/0021086200003388. Retrieved 23 February 2025.
- Wiseman, D. J. (1986). "BOOK REVIEWS: The Cambridge History of Iran, Vol. 2, The Median and Achaemenian Periods". The Antiquaries Journal (به انگلیسی). 66 (2): 427–428. doi:10.1017/S000358150002833X. Retrieved 23 February 2025.

- فصل سوم:

- Hinnells, John R. (1984). "BOOK REVIEWS: The Cambridge History of Iran. Vol. 3., Pts I and III. The Seleucid, Parthian and Sasanian Periods". Journal of the Royal Asiatic Society of Great Britain & Ireland (به انگلیسی). 116 (2): 282–284. doi:10.1017/0021086200003388. Retrieved 23 February 2025.
- Bill, James A. (1985). "BOOK REVIEWS: The Cambridge History of Iran. Vol. 3., Pts I and III. The Seleucid, Parthian and Sasanian Periods". International Journal of Middle East Studies (به انگلیسی). 17 (4): 532–534. doi:10.1017/S0020743800029482. Retrieved 23 February 2025.
- Hansman, J.F. (1984). "BOOK REVIEWS: The Cambridge History of Iran. Vol. 3., Pts I and III. The Seleucid, Parthian and". The Antiquaries Journal (به انگلیسی). 64 (2): 460–462. doi:10.1017/S0003581500080847. Retrieved 23 February 2025.

- فصل چهارم:

- Bulliet, Richard W. (1976). "BOOK REVIEWS: The Cambridge History of Iran, vol. 4, The Period from the Arab Invasion to the Saljuqs". Review of Middle East Studies (به انگلیسی). 10 (3): 65–66. doi:10.1017/S0026318400004740. Retrieved 23 February 2025.
- Lambton, Ann K. S. (1976). "BOOK REVIEWS: The Cambridge History of Iran, vol. 4, The Period from the Arab Invasion to the Saljuqs". Bulletin of the School of Oriental and African Studies (به انگلیسی). 39 (3): 665–667. doi:10.1017/S0041977X00051284. Retrieved 23 February 2025.

- فصل پنجم:

- Aubin, Jean (1971). "BOOK REVIEWS: The Cambridge History of Iran. Volume 5. The Saljuq and Mongo Periods". International Journal of Middle East Studies (به انگلیسی). 2 (4): 379–381. doi:10.1017/S0020743800001331. Retrieved 23 February 2025.
- Cahen, Claude (1969). "BOOK REVIEWS: The Cambridge History of Iran. Volume 5. The Saljuq and Mongo Periods". Bulletin of the School of Oriental and African Studies (به انگلیسی). 32 (3): 619–621. doi:10.1017/S0041977X00097299. Retrieved 23 February 2025.

- فصل ششم:

- McChesney, Robert (1988). "BOOK REVIEWS: The Cambridge History of Iran, Volume 6, The Timurid and Safavid Periods". Iranian Studies (به انگلیسی). 21 (3–4): 171–176. doi:10.1017/S0021086200016601. Retrieved 23 February 2025.

- فصل هفتم:

- Bakhash, Shaul (1999). "BOOK REVIEWS: The Cambridge History of Iran, Vol. 7: From Nadir Shah to the Islamic Republic". Iranian Studies (به انگلیسی). 32 (1): 115–118. doi:10.1017/S0021086200005715. Retrieved 23 February 2025.
- Beckingham, C.F. (1972). "BOOK REVIEWS: The Cambridge History of Iran, Vol. 7: From Nadir Shah to the Islamic". Journal of the Royal Asiatic Society of Great Britain & Ireland (به انگلیسی). 104 (1): 68–69. doi:10.1017/S0035869X0012965X. Retrieved 23 February 2025.
- Banani, Amin (1969). "BOOK REVIEWS: The Cambridge History of Iran, Vol. 7: From Nadir Shah to the Islamic". Iranian Studies (به انگلیسی). 2 (2–3): 108–113. doi:10.1017/S0021086200015024. Retrieved 23 February 2025.
- Yapp, M. E. (1993). "BOOK REVIEWS: The Cambridge History of Iran, Vol. 7: From Nadir Shah to the Islamic". Journal of the Royal Asiatic Society (به انگلیسی). 3 (1): 124–127. doi:10.1017/S1356186300003813. Retrieved 23 February 2025.